# Аеродром Сочи
Међународни аеродром Сочи (: , : ) (рус. Международный Аэропорт Сочи) је аеродром која обслужује Сочи, Русија. Смешетна је 28km југоисточно од центра Сочија у Краснодарској области.
Седми је највећа аеродром у Русији по броја путника - после три московска аеродрома (Аеродром Домодедово, Аеродром Шереметјево и Аеродром Внуково), Аеродром Пулково у Санкт Петербург, Аеродром Екатеринбург и Аеродром Новосибирск. Кроз аеродром је 2007. прошло 1,530 милиона путника.

## Авио-компаније и дестинације
Следеће авио-компаније користе Аеродром Сочи (од априла 2008):
- Аерофлот (Москва-Шереметјево, Франкфурт)
  - Аерофлот-Дон (Гјумри, Дубаи, Истанбул-Ататурк, Ростов-на-Дону, Франкфурт)
- Армавија (Јереван)
- ВИМ ерлајнс (Москва-Домодедово)
- Владивосток авија (Москва-Внуково)
- Воронежавија (Воронеж)
- Газпромавија (Београд-Никола Тесла, Москва-Внуково)
- Днипроавија (Дњепропетровск) [почиње од 1. маја 2008.]
- ерБалтик (Рига) [почиње од 18. јуна 2008.]
- Јакутија ерлајнс (Јакутск)
- Кавминводјавија (Минералније Води)
- Карат (Москва-Домодедово)
- КрасЕр (Краснојарск, Москва-Шереметјево)
- Кубан ерлајнс (Београд-Никола Тесла, Краснодар, Москва-Внуково)
- Остријан ерлајнс (Беч) [почиње од 12. априла 2008.]
- Перм ерлајнс (Перм)
- Полет ерлајнс (Воронеж)
- Росија (Москва-Внуково, Санкт Петербург-Пулково)
- С7 ерлајнс (Истанбул-Ататурк, Кемерово, Кијев-Бориспил [сезонски; почиње од 8. јуна 2008.], Москва-Домодедово, Новосибирск, Новокузнетск [сезонски], Омск, Перм, Санкт Петербург, Томск, Уфа, Чељабинск)
- Скај експрес (Москва-Внуково)
- Татарстан ерлајнс (Казан)
- Тбилавијамшени (Тбилиси)
- Трансаеро (Москва-Домодедово)
- Урал ерлајнс (Екатеринбург)
- УТер (Јереван, Москва-Внуково, Тјумен)

## Инциденти и несреће
- 3. маја 2006. - Армавија лет 967 авион Ербас А320 се срушио у Црно море током лета од Аеродрома Јереван до Сочија. Авион је покушао да се окрене, након првог покушаја да слети на Аеродром Сочи. Погинуло је свих 113 путника и чланова посаде, коју су се налазили у авиону.